# Pierre Baranger
Pour les articles homonymes, voir Baranger.
 (mars 2013).
Pierre Baranger (Neuville-de-Poitou, 26 septembre 1900 - Finedon (Angleterre), 29 avril 1971) est un polytechnicien, scientifique et chercheur français.

## Biographie
Il fait ses études à Paris, à Sainte Geneviève. En 1931, il est docteur en sciences physiques. 

### L'entre-deux-guerres (1930 - 1939)
Il travaille d’abord à la poudrerie militaire du Bouchet de 1931 à 1936 comme ingénieur militaire principal au laboratoire du professeur Ernest Fourneau. Il y fera la découverte de deux gaz, le B.13 ou isooctylpyrogallol et le B.31 un éther carbamique de la choline, marquant ainsi les prémices de l'arsenal chimique neurotoxique français de l'entre-deux-guerres.  
En 1936, il est répétiteur adjoint à l’École polytechnique. Il y sera ensuite maître de conférence, puis professeur. Il y rencontrera Louis Leprince-Ringuet : tous deux sont également membres des « Équipes Sociales » fondées par le Père Garnier et Robert Garric en 1920.
Il sera aussi affecté au laboratoire de chimiothérapie de l’Institut Pasteur. De fait, il s’intéresse plus particulièrement à certaines maladies tropicales (malaria appelée aussi paludisme, lèpre).
En 1934, il crée avec sa sœur Marie, artiste peintre et fresquiste, une association missionnaire dénommée « Art et Louange ». Pierre Baranger est d’ailleurs lui aussi artiste (piano, peinture).

### La Seconde Guerre mondiale (1939 - 1945)
Quand la guerre survient, il part pour Bordeaux et, à la suite de l’appel du général de Gaulle du 18 juin 1940, décide de prendre un des derniers bateaux en partance pour l’Angleterre. Il fait partie des 33 éminents scientifiques français à monter à bord du SS Broompark dans le cadre de l'Opération Ariel sous la supervision de Charles Howard, agent britannique. Il intégra à son arrivée les Forces Françaises Libres au grade de commandant dans le service de l'armement. 
Il semble[réf. nécessaire] qu’il ait d’abord, dans un vœu de collaboration avec les forces armées et ingénieurs militaires britanniques, poursuivi et transmis ses recherches entreprises à la poudrerie du Bouchet dès juillet 1940 au Centre de Porton Down près de Salisbury. Nous ignorons l'aboutissement exact de cette collaboration tenue secrète mais tout porte à croire qu'elle avait pour but d'exercer une influence sur l'utilisation des armes chimiques durant la guerre et un possible pouvoir de riposte alliée sur l'armée allemande.  
En 1941, il part pour Finedon Hall (1941) dans le Northamptonshire où, avec le peintre Joseph Lacasse qui l’a suivi en Angleterre, et à la demande du général de Gaulle, il crée un centre de rééducation pour soldats blessés. La mission de ce centre de rééducation était celle d'enseigner aux soldats blessés un métier adapté et qui leur conviendrait pour l'après-guerre. Au total, ce sont 32 métiers qui ont été enseignés tels que réparateur mécanicien, forgeron, cordonnier mais également des métiers artistiques tels que le tissage, la mosaïque, vitrail, photographie, sculpture, design… 
Il y crée également le « Centre de technologie scientifique et colonial ». Ce centre avait pour objectif de permettre l'étude des problèmes d'outre-mer, tels que la guérison des maladies tropicales, l'exploitation des ressources naturelles coloniales par les indigènes, etc. Dès le début, le centre s'est appliqué à former les assistants nécessaires à l'accomplissement de son programme. Les invalides de guerre des armées alliées, désirant apprendre un nouveau métier, ont en premier été invités à recevoir cette formation. Des citoyens anglais les ont rejoint par la suite afin de se préparer ensemble aux travaux de « reconstruction » de l'après-guerre. Finedon Hall, un vieux manoir situé non loin de Wellingborough, a été complètement transformé et convenablement meublé pour recevoir les apprentis : l'aménagement comprenait une grande bibliothèque scientifique, des ateliers et des laboratoires parfaitement équipés pour la recherche et l'apprentissage. Directeurs, instructeurs, apprentis, jeunes et invalides de guerre, de toutes nationalités et de tout rang y vivaient en famille dans une atmosphère de liberté et d'amitié.
Pierre Baranger participe aussi à X-Libre. Certains rapportent que Finedon Hall aurait également servi pendant la guerre de quartier général français dans la région du Northamptonshire où de nombreuses réunions entre hauts dirigeants français et britanniques se sont tenues en toute discrétion la nuit. On retient la venue à plusieurs reprises du général de GauIle notamment. 
Dès octobre 1943, Pierre Baranger fournira son premier compte-rendu sur ses résultats de recherche.

### L'après-guerre (1945 - 1971)
En 1949, il devient titulaire de la chaire de chimie de l’École polytechnique. 
Il est envoyé en mission à Madagascar avec son adjoint, M. Finiger, pour étudier l’effet du quinquina de Madagascar sur le paludisme.
Il continuera jusqu’à la fin ses divers travaux.
Ultérieurement, il achètera la propriété de Finedon Hall. Il y décède quelques mois après son mariage avec une anglaise qu’il avait connue pendant la guerre.

## Études sur la lèpre et autres maladies
Chargé par l’état-major français de recherches sur les gaz toxiques, particulièrement les gaz vésicants, il constate en étudiant ceux-ci qu’ils ont une vertu curative sur la lèpre.
De même en 1936, préparant une thèse sur l’huile de chaulmoogra, il découvre que cette huile aurait une efficacité cinquante fois supérieure une fois mélangée à du cholestérol. Dans les années 1950-60, il constate que ses vertus thérapeutiques sont améliorées par la peroxydation en remarquant que les Hindous laissaient leurs jarres d’huile exposées au soleil ce qui entraînait une peroxydation naturelle : le peroxyde de chaulmoogra (huile totale) est alors enrichi en stérols par addition de cholestérol, et cela permettrait aussi de traiter le cancer.

### Paludisme
C’est à Finedon et, après-guerre, à son laboratoire parisien que le professeur Baranger a travaillé à un traitement pour guérir la malaria. À cette époque, il espérait voir aussi construire des usines en Afrique de l’Ouest francophone et à Madagascar. Ses médicaments pour traiter la malaria y seraient produits rapidement et à bas coûts, tout en fournissant du travail aux autochtones.
Déjà le Comité du Quinquina créé en 1937 à Tatanarive avait décidé de créer des plantations expérimentales et à la demande des autorités françaises, de porter l’effort sur la préparation des poudres d’écorce de quinquina et de totaquina. Ainsi par lettre du 21 octobre 1943, P. Baranger fournit un premier compte-rendu de ses travaux sur l’efficacité des totaquinas malgaches. Aussi est-il décidé en 1944 de reprendre le programme de plantations et de préparation de poudre d’écorce de quinquina et totaquina.
Mais ensuite très vite après la guerre, il est décidé de favoriser les médicaments synthétiques et la quinine dans la prophylaxie du paludisme.
C’est pourquoi, le 16 décembre 1954, le Comité du quinquina décide d’abandonner définitivement la construction de l’usine destinée à l’extraction des principes actifs. Dès lors, les plantations existantes furent laissées à l’abandon.

## Autres études
À l'occasion de ses cours magistraux de chimie donnés à l'École polytechnique, il est arrivé (notamment en 1963) qu'il évoque devant ses élèves, avec beaucoup de prudence et de modestie, ses recherches sur une possible transmutation lors de la germination de graines de vesce. Dans ses divers ouvrages, Corentin Louis Kervran fait état de ces travaux faits en 1959 et qui viendraient à l'appui de ses proches recherches sur les transmutations biologiques à faible énergie.[réf. nécessaire]